# مهووسو الأكاديمية
أرتيوم ألكسندروفيتش أنوفرِيف (بالروسية: Артём Александрович Ануфриев؛ 4 أكتوبر 1992) ونيكيتا فاختانغوفيتش ليتكين (بالروسية: Никита Вахтангович Лыткин؛ 24 مارس 1993 – 30 نوفمبر 2021) هما قاتلان متسلسلان من إيركوتسك، روسيا، معروفان بلقب "سفاحا الأكاديمية" و"رجال المطرقة في إيركوتسك". ارتكب الاثنان معًا ست جرائم قتل وأصابا تسعة آخرين في سلسلة من الهجمات التي وقعت في أكاديمغورودوك بإيركوتسك بين 14 نوفمبر 2010 و3 أبريل 2011، بينما كانا لا يزالان مراهقين.
تم احتجاز الجانيين في 5 أبريل 2011، ووجّهت إليهما تهم القتل والسرقة والإساءة إلى جثث الضحايا وتنظيم أنشطة متطرفة. استمر التحقيق القضائي في القضية من أغسطس 2012 إلى فبراير 2013. في 2 أبريل 2013، حكمت محكمة إيركوتسك الإقليمية على أنوفرِيف بالسجن المؤبد، وعلى ليتكين بالسجن لمدة 24 عامًا. في 3 أكتوبر 2013، أيدت المحكمة العليا الروسية حكم السجن المؤبد لأنوفرِيف، بينما تم تخفيض حكم ليتكين إلى 20 عامًا. في 30 نوفمبر 2021، قطع ليتكين شرايينه في مستعمرة الإصلاح رقم 7 في أنغارسك، وعُثر عليه ميتًا في صباح 1 ديسمبر 2021.
تعد هذه القضية جديرة بالذكر لأنها كانت أول مرة يتم فيها حل قضية تتعلق بالتطرف العنيف في منطقة إيركوتسك باستخدام العلوم الجنائية.   